# Слатина (Пловдивська область)
Сла́тина (болг. Слатина) — село в Пловдивській області Болгарії. Входить до складу общини Карлово.

## Населення
За даними перепису населення 2011 року у селі проживали 955 осіб.
Національний склад населення села:
| Національність   | Кількість осіб | Відсоток |
| ---------------- | -------------- | -------- |
| болгари          | 767            | 81,3%    |
| цигани           | 152            | 16,1%    |
| турки            | 21             | 2,2%     |
| Всього відповіли | 943            |          |

Розподіл населення за віком у 2011 році:
Динаміка населення: